# Benyoucef Benkhedda
Benyoucef Benkhedda (23 de fevereiro de 1920; Berrouaghia, 04 de fevereiro de 2003; Argel) foi um farmacêutico e político argelino que foi o 2.º presidente do Governo Provisório da República Argelina entre 9 de agosto de 1961 e 3 de julho de 1962

## Formação
Ainda estudava quando conheceu vários pioneiros do nacionalismo argelino e adere ao Partido do Povo Argelino (PPA) (em francês:  Parti du peuple algérien), em 1942, e um ano depois é preso, feito prisioneiro e torturado pela Direção de Vigilância do Território, órgão de contra-espionagem francesa, por ter feito campanha contra a conscrição dos argelinos ao lado dos franceses na Segunda Guerra Mundial. Depois dos estudos na Faculdade de Medicina e Farmácia da Universidade de Argel (1943) obtém o diploma de farmácia em 1951.

## Luta pela independência
Membro do comitê central do PPA-MTLD em 1947, torna-se o seu secretário geral de 1951 a 1954. Preso em novembro de 1954, é libertado em maio de 1955 e junta-se à Frente de Libertação Nacional (FLN).
A 9 de agosto de 1961 é designado presidente do Governo Provisório da República Argelina (GPRA). Termina as negociações com a França começadas pelo Governo de Ferhat Abbas e proclama o cessar fogo a 19 de março de 1962. A população argelina em festa acolhe-o a 3 de julho de 1962, no dia do reconhecimento oficial da independência da Argélia pela França.

## Homenagens
Foi homenageado em 2009 com seu nome dado à Universidade de Argel Benyoucef Benkhedda, a mais antiga e prestigiosa universidade argelina. 